# 계영삼
계영삼(桂永三, ? ~ )은 조선민주주의인민공화국의 정치인이다. 국가과학원 농업과학원장 겸 당 중앙검사위원회 위원이다. 최고인민회의 제12기 대의원 겸 예산위원회 위원이다.

## 경력
1997년 국가과학원 농업과학연구원장을 거쳐 2002년 과학원 농업과학원장으로 있다. 2002년 11월 북-태국 친선의원단 부위원장을 맡았다. 2010년 9월 당 중앙검사위원회 위원으로 선출되었다.

## 최고인민회의 대의원
1998년 최고인민회의 제10기 대의원을 지냈으며, 2003년 9월 제11기와 2009년 제12기에서 대의원 겸 예산위원회 위원으로 선출되었다.

## 기타
2011년 김정일 사망 당시에 국가 장의위원회 위원을 맡았다.